# Trotteria perkovskii
Trotteria perkovskii är en tvåvingeart som beskrevs av Fedotova 2007. Trotteria perkovskii ingår i släktet Trotteria och familjen gallmyggor. Inga underarter finns listade i Catalogue of Life.